# ماتيج كوفاتش
ماتيج كوفاتش (بالسلوفاكية: Matej Kováč) هو لاعب كرة قدم سلوفاكي في مركز الوسط، ولد في 14 ديسمبر 1985 في تشيكوسلوفاكيا. لعب مع نادي سبارتاك ميافا.

## وصلات خارجية
- ماتيج كوفاتش على موقع قاعدة بيانات كرة القدم.إي يو (الإنجليزية)
- ماتيج كوفاتش على موقع Soccerway.com (الإنجليزية)